# Гюрмансон
Гюрмансо́н (фр. Gurmençon) — коммуна во Франции, находится в регионе Аквитания. Департамент — Атлантические Пиренеи. Входит в состав кантона Олорон-Сент-Мари-1. Округ коммуны — Олорон-Сент-Мари.
Код INSEE коммуны — 64252.

## География
Коммуна расположена приблизительно в 680 км к югу от Парижа, в 190 км южнее Бордо, в 25 км к юго-западу от По.
На востоке коммуны протекает река Гав-д’Асп.

### Климат
Климат тёплый океанический. Зима мягкая, средняя температура января — от +5°С до +13°С, температуры ниже −10 °C бывают редко. Снег выпадает около 15 дней в году с ноября по апрель. Максимальная температура летом порядка 20-30 °C, выше 35 °C бывает очень редко. Количество осадков высокое, порядка 1100 мм в год. Характерна безветренная погода, сильные ветры очень редки.

## Население
Население коммуны на 2010 год составляло 801 человек.
| 1962 | 1968 | 1975 | 1982 | 1990 | 1999 | 2010 |
| ---- | ---- | ---- | ---- | ---- | ---- | ---- |
| 328  | 325  | 730  | 752  | 763  | 729  | 801  |

## Администрация
| Период | Период | Фамилия      | Партия | Примечания |
| ------ | ------ | ------------ | ------ | ---------- |
| 1995   | 2008   | Пьер Люке    |        |            |
| 2008   | 2020   | Жан Саразола |        |            |

## Экономика
В 2010 году среди 449 человек трудоспособного возраста (15—64 лет) 322 были экономически активными, 127 — неактивными (показатель активности — 71,7 %, в 1999 году было 69,6 %). Из 322 активных жителей работали 291 человек (151 мужчина и 140 женщин), безработных было 31 (14 мужчин и 17 женщин). Среди 127 неактивных 29 человек были учениками или студентами, 60 — пенсионерами, 38 были неактивными по другим причинам.

## Достопримечательности
- Церковь Св. Иоанна Крестителя (XIX век)[4]

## Фотогалерея
- Гюрмансон
- Гюрмансон
- Мэрия
- Церковь Св. Иоанна Крестителя
- Церковь Св. Иоанна Крестителя
- Военный мемориал